# Irakisierung
Der Begriff der Irakisierung wird bei der medialen Kommentierung oft benutzt, um das Versinken eines von wohlmeinenden Ordnungsmächten besetzten Staates in Bürgerkriegswirren zu bezeichnen, wie man es im Irak nach dessen Besetzung durch die USA und deren Verbündete 2003 im Anschluss an den Irakkrieg zu erkennen glaubt.
Dieser Vorgang lässt sich auch als ein Scheitern der Nationenbildung (Nation-building) in einem ethnisch inhomogenen Staat deuten.
Charakteristisch für die seit 2003 zu beobachtende Destabilisierung des Irak – die dem Begriff „Irakisierung“ seine Konnotationen verleiht – ist eine epidemische Zahl von Selbstmordattentaten mit Todesopfern sowohl bei den (inländischen und ausländischen) Ordnungskräften als auch bei der Zivilbevölkerung.
Irakisierung bedeutet dabei oft eine Ausweitung des Wirkens regionaler, einfach strukturierter gewaltbereiter Gruppierungen, in denen sich Islamisten und Panarabisten, Linke und Rechte unterschiedlichster Couleur, Sunniten und Schiiten hinter einem ideologisch ausgedünnten Konsens gegen gemeinsame Feinde (hier: die USA bzw. der Westen) zusammenschließen.
Im Unterschied zu den bekannten Varianten des islamischen oder arabischen Extremismus kommen die irakischen Gruppen gänzlich ohne „einende nationale Bewegung oder nationalistische Idee, ohne isolierbare und damit angreifbare internationale Netzwerke, ohne gemeinsame ideologische oder religiöse Schulung und letztlich auch ohne die notwendigerweise elitäre Planung diffiziler Attentate aus“. Lediglich die Anwesenheit westlicher Truppen, besonders amerikanischer Soldaten wird von der überwiegenden Mehrheit der irakischen Bevölkerung abgelehnt. In der Praxis benötigt der irakische Terror nicht mehr als unbeirrbaren Aufopferungswillen und Überzeugung, Handfeuerwaffen und simplen Sprengstoff, der in den unterschiedlichsten Arten gegen die „Besatzungstruppen“ aber auch gegen nationale Sicherheitskräfte eingesetzt wird. Ideologisch sind die Differenzen zwischen den einzelnen Gruppen auf den gemeinsamen Kampf gegen den Imperialismus und Zionismus, also Amerika und die im arabischen Raum zu den Vereinigten Staaten hinzugezählten Juden limitiert.
Von einer Irakisierung wird in den Medien zurzeit auch gern im Zusammenhang mit dem Afghanistan-Einsatz gesprochen, womit ein ähnliches Eskalieren der Situation wie im Irak angedeutet werden soll.